# La Florida (Táchira)
La Florida es una localidad venezolana, que funge como Capital de la Parroquia La Florida, perteneciente al Municipio Cárdenas en el Estado Táchira.
De las 3 Capitales Parroquiales con las que cuenta el Municipio Cárdenas, La Florida es la que menos población tiene y la que cuenta con menos densidad. Si bien la Parroquia La Florida es la más grande de Cárdenas su capital es la más pequeña.
Geográficamente la localidad de La Florida está ubicada en todo el centro de la parroquia La Florida.

## Datos

#### Población
2129 habitantes.

### Tamaño
23,40 km²

### Ubicación[1]
La Florida se encuentra ubicada a aproximadamente 15,32 km de Queniquea capital del municipio Sucre y 16,41 km de Cordero capital del municipio Andrés Bello.

### Altura
Latitud: 7° 47' 3"
Longitud: -72° 3' 3"
1015 metros sobre el nivel del mar.

### Límites[2]
Norte: Limita.
- Parroquia Mesa del Tigre (Municipio Sucre)
- Parroquia San Pablo (Municipio Sucre)
- Aldeas La Colorada y la Blanca de la Parroquia Queniquea (Municipio Sucre)

Noreste: Limita.
- Parroquia Mesa del Tigre (Municipio Sucre)

Noroeste: Limita.
- Parroquia Cordero (Municipio Andres Bello).

Sur: Limita.
- Parroquias San Juan Bautista, Pedro María Morantes y Francisco Romero Lobo, las 3 del Municipio San Cristóbal.
- Posee una pequeña frontera con la Parroquia San Josecito del Municipio Torbes (es el punto más Meridional del Municipio Cárdenas y de la Parroquia la Florida).
- Parroquias Santo Domingo y San Rafael del Piñal, ambas del Municipio Fernández Feo.

Sureste: Limita.
- Parroquia Cárdenas del Municipio Uribante.

Oeste: Limita
- Cone el resto del Municipio Cardenas, específicamente con las parroquias Amenodoro Rangel Lámus y Táriba (Capital de todo el Municipio Cárdenas).

## Religión
El 95% de la población practica el catolicismo, teniendo como sede la Iglesia Ntra Sra de la Inmaculada Concepción.